# ヿ
ヿ, читається кото, типографічна лігатура в японській мові, утворена із літер катакани コ ([ко]) та ト ([то]), звучить так само, як ці літери окремо, コト ([кото]). Пишеться за допомогою одного штриха. Використовується рідко, лише у вертикальному письмі.

## В Юнікоді
| Символ | Юнікоду | JIS X 0213 | Назва             |
| ------ | ------- | ---------- | ----------------- |
| ヿ     | U+30FF  | 1-2-24     | コト МФА:[[koto]] |